# Vojin Milić
Vojin Milić (...) è un giocatore di football americano e allenatore di football americano serbo, che gioca nel ruolo di quarterback per i Beograd Vukovi.